# Championnat de Suisse de football 1907-1908
Navigation
Édition précédente Édition suivante
La 11e édition du championnat de Suisse de football est remportée par le FC Winterthur, qui bat en finale le BSC Young Boys sur le score de 4 buts à 1.
Le championnat est divisé en deux groupes régionaux, les premiers de chaque groupe étant qualifiés pour la finale. 

## Les clubs de l'édition 1907-1908
| Club                        | Ville             |
| --------------------------- | ----------------- |
| BSC Old Boys                | Bâle              |
| BSC Young Boys              | Berne             |
| FC Aarau                    | Aarau             |
| FC Bâle                     | Bâle              |
| FC Berne                    | Berne             |
| FC Cantonal Neuchâtel       | Neuchâtel         |
| FC La Chaux-de-Fonds        | La Chaux-de-Fonds |
| FC Saint-Gall               | Saint-Gall        |
| FC Winterthur               | Winterthour       |
| FC Zurich                   | Zurich            |
| Grasshopper-Club Zurich     | Zurich            |
| Montriond Lausanne          | Lausanne          |
| Servette FC                 | Genève            |
| Vereinigte FC Biel \|Bienne |                   |
| Young Fellows Zurich        | Zurich            |

## Compétition

### Résultats
Le classement est établi sur le barème de points classique (victoire à 2 points, match nul à 1, défaite à 0).

#### Groupe Ouest
| Rang | Équipe                | Pts | J  | G  | N | P | Bp | Bc | Diff |
| ---- | --------------------- | --- | -- | -- | - | - | -- | -- | ---- |
| 1    | BSC Young Boys        | 20  | 12 | 10 | 0 | 2 | 40 | 17 | +23  |
| 2    | Servette FC           | 18  | 12 | 9  | 0 | 3 | 37 | 16 | +21  |
| 3    | Montriond Lausanne    | 12  | 12 | 6  | 0 | 6 | 30 | 25 | +5   |
| 4    | FC Cantonal Neuchâtel | 11  | 12 | 5  | 1 | 6 | 30 | 27 | +3   |
| 5    | FC La Chaux-de-Fonds  | 8   | 12 | 3  | 2 | 7 | 27 | 40 | -13  |
| -    | FC Berne              | 8   | 12 | 3  | 2 | 7 | 12 | 30 | -18  |
| 7    | Vereinigte FC Biel    | 7   | 12 | 3  | 1 | 8 | 27 | 48 | -21  |

|  | Qualification pour la finale |

#### Groupe Est
| Rang | Équipe                  | Pts | J  | G  | N | P | Bp | Bc | Diff |
| ---- | ----------------------- | --- | -- | -- | - | - | -- | -- | ---- |
| 1    | FC Winterthur           | 22  | 14 | 10 | 2 | 2 | 47 | 22 | +25  |
| 2    | BSC Old Boys            | 16  | 14 | 7  | 2 | 5 | 33 | 29 | +4   |
| 3    | FC Bâle                 | 14  | 14 | 6  | 2 | 6 | 40 | 39 | +1   |
| 4    | Grasshopper-Club Zurich | 13  | 14 | 6  | 1 | 7 | 38 | 40 | -2   |
| -    | FC Zurich               | 13  | 14 | 6  | 1 | 7 | 36 | 39 | -3   |
| -    | Young Fellows Zurich    | 13  | 14 | 5  | 3 | 6 | 31 | 46 | -15  |
| 7    | FC Saint-Gall           | 11  | 14 | 4  | 3 | 7 | 32 | 38 | -6   |
| 8    | FC Aarau                | 10  | 14 | 5  | 0 | 9 | 39 | 43 | -4   |

|  | Qualification pour la finale |

#### Finale
| Équipe 1      | Résultat | Équipe 2       | Date        | Lieu |
| ------------- | -------- | -------------- | ----------- | ---- |
| FC Winterthur | 4 - 1    | BSC Young Boys | 31 mai 1908 | Bâle |

|  | Champion de Suisse |

## Bilan de la saison
| Tableau d'Honneur                 |               |
| Compétition                       | Vainqueur     |
| Championnat de Suisse de football | FC Winterthur |